# 雅真
雅真（がしん、生年不詳 - 長保元年3月21日（999年4月9日））は、平安時代中期の真言宗の僧。
石山寺で密教を学び、952年（天暦6年）金剛峯寺座主寛空に招請され、高野山奥の院にある空海の廟塔復興の指導にあたる。丹生・高野両社を創建し、983年（永観元年）には検校に任じられた。奥の院の復興は、995年（長徳元年）にようやく達成されている。
| スタブアイコン | サブスタブ | この項目は、まだ閲覧者の調べものの参照としては役立たない、人物に関連した書きかけの項目です。この項目を加筆・訂正などしてくださる協力者を求めています（P:人物伝/PJ:人物伝）。 |